# Цу-сін-ген
Цу-сін-ген (яп. 通身眼, дослівно «бачити очима тіла») — це комплексне бойове мистецтво. Технічна основа мистецтва — це ударна техніка (удари руками і ногами) та техніка боротьби (звалювання, кидки і боротьба в партері).
Ідея створення комплексної системи цу-сін-ген належить шведському майстру бойових мистецтв Соке Девіду Чарльзу Куку (9 дан з цу-сін-ген). 
У літньому таборі Асіхара-карате в 1995 році, в Нідерландах, після демонстрації деяких кидків і захоплень, за порадою свого друга шихана Дейва Йонкерса, у Соке Кука з'явилася ідея створення та розробки нової всебічної комплексної системи підготовки спортсменів, в основу якої увійшла б не тільки ударна техніка, а й техніка боротьби і різних больових прийомів. Вже через рік в наступному літньому таборі Соке зумів представити першу версію нової програми підготовки та атестації, яка отримала назву «Всебічна система бою цу-сін-ген». 
Назва системи цу-сін-ген, в перекладі буквально означає «бачити очима тіла». Все тіло повинне бачити те, що не може бути відмічено очима, і чути те, що не можна почути вухами. Техніка цу-сін-ген розвиває істинне розуміння, шосте почуття. На прикладі боротьби це означає, що боєць повинен вчитися інстинктивно, на рівні рефлексів, «читати» супротивника.
У числі головних символів школи цу-сін-ген — зображення бога вікінгів Тюра, сина Тора, одного з верховних божеств скандинавської міфології. За легендою Тюр втратив руку, і боги вирішили, що йому, що втратив божественну досконалість, вже не місце серед них, але прості люди продовжували шанувати його як бога справедливості. Якщо порівнювати Тюра з його батьком, Тором, то як воїн він тяжів не до прояву руйнівної божественної сили, а до винахідливості, стратегії і тактики. Тюр завжди боровся сам, ніколи не ховався за чужі спини — ці якості повинен виховувати в собі боєць цу-сін-ген. Ім'я для школи цу-сін-ген також було обрано не випадково. У 1995 році один з майстрів організації та активний помічник Кука, шотландець Марк Хоус, подарував йому старе писання — «Дзен і мистецтво каліграфії», написане в 1690 році Банкеєм Єйтаку (1622—1693). Саме там Соке і побачив три ієрогліфа, які образно пояснювали ідею роботи всіх частин тіла в цу-сін-ген. На цій назві Девід Кук і зупинив свій вибір. Важливим етапом при створенні системи стало знайомство Соке Кука з такими майстрами як Омар Буше з Стокгольма і Ерік Паулсон з Лас-Вегаса. 
В сучасному вигляді програма навчання та підготовки бійців цу-сін-ген включає техніку виконання ударів, боротьбу в партері, і широкий арсенал звалювань і кидків, що суттєво відрізняє єдинобоство від його основи — Асіхара-карате. Технічний арсенал мистецтва на 70% складається з дій в стійці і на 30% — з дій в партері. Під час поєдинків використовуються захисні рукавички з відкритими пальцями (для зручності у проведенні захоплень).
У березні 2001 року Девід Кук зареєстрував Міжнародну асоціацію цу-сін-ген, в тому ж році він вийшов зі складу Асоціації Будо Кайкан.